# Новосибирский Дом моделей
Новосибирский Дом моделей — учреждение по проектированию и производству одежды, основанное в 1948 году. Располагался в Центральном районе Новосибирска.

## История
Новосибирский Дом моделей возник в 1948 году и первоначально был в ведении Министерства лёгкой промышленности СССР.
В 1955 году Дом модели начал демонстрировать модели одежды и коллекции на международных выставках. В конце июля 1959 года Новосибирский Дом моделей посетила Пэт Никсон — супруга президента США Ричарда Никсона.
В 1961 году организуется опытное производство по подготовке серийного выпуска моделей.
В 1974 году организация стала региональным методическим центром в области проектирования одежды.
В 1980-е годы Дом моделей разрабатывает коллекции мужской, женской и детской одежды для серийного производства.
С 1992 года Новосибирский Дом моделей становится промышленным предприятием, учреждение проектирует новые модели, производит швейные изделия (как серийно, так и по индивидуальным заказам) для мужчин и женщин.

## Участие в зарубежных мероприятиях
За годы существования Дома моделей его коллекции были представлены в таких странах как Великобритания, Германия, Австрия, Франция, Япония, Канада и т. д.

## Известные работники
- Николай Демьянович Грицюк (1922—1976) — советский художник. Работал в Доме моделей с декабря 1952 года[3].